# Miroslava Miškovská
Miroslava (Mirka) Miškovská (14. července 1919 Praha – 8. října 2003 Praha) byla učitelka a výtvarnice. Jako surrealistická kreslířka a grafička spolupracovala se Skupinou Ra.

## Život a dílo
Miroslava Miškovská absolvovala reálné gymnázium v Libni a poté se zapsala ke studiu na Lékařské fakultě UK. Po uzavření vysokých škol nacisty v roce 1939 už studia nedokončila a po válce se věnovala výtvarně pedagogické práci.
Za války patřila k tzv. "žižkovskému okruhu surrealistů" kolem Otty Mizery (Josef Prošek, Josef Schnabel, Jan Řezáč, Z. Púček, A. Sobotka,, K. Kilberger), jehož prostřednictvím navázala kontakty se členy Skupiny Ra. Podílela se kresbami na samizdatovém sborníku Roztrhané panenky (1942) a její zásluhou vyšel sborník cyklostylem. Roku 1944 spolupracovala s Ottou Mizerou a okruhem autorů kolem Jana Řezáče a podílela se na dalším samizdatovém sborníku Ochranné prostředky (1944). Tato spolupráce pokračovala i po válce, kdy Jan Řezáč vydával bibliofilské tisky v edici Obluda (vysadil a na ručním lisu vytiskl Alois Chvála). Miškovská vytvořila knižní značku celé edice a ilustrovala jedno z vydání.
Podle Šmejkala tvořila Miškovská surrealistické kresby překvapivé původnosti a osobitosti, expresivního charakteru a s výraznými rysy existenciální úzkosti. Ludvík Kundera považoval kresby a grafiky Mirky Miškovské za nové a svébytné a jejich "kostrbatost" podle něj vyjadřovala tíži doby více než elegantní hladkost kreseb Toyen. Kreseb Miškovské si cenili i Václav Zykmund a Vladimír Holan.